# Tel Menora
Tel Menora (hebreiska: תל מנורה) är en kulle i Israel.   Den ligger i distriktet Norra distriktet, i den nordöstra delen av landet.
Terrängen runt Tel Menora är kuperad söderut, men norrut är den platt. Runt Tel Menora är det ganska tätbefolkat, med 239 invånare per kvadratkilometer. Närmaste större samhälle är Bet She'an, 8,6 km norr om Tel Menora. Trakten runt Tel Menora består till största delen av jordbruksmark.